# FC Granit Mikashevichi
El FC Granit Mikashevichi es un equipo de fútbol de Bielorrusia que juega en la Primera División de Bielorrusia, la segunda categoría de fútbol en el país.

## Historia
Fue fundado en el año 1978 en la ciudad de Mikashevichi y dirante el periodo soviético, el club pasó jugando en las ligas regionales de Bielorrusia.
Tras la caída de la Unión Soviética y la independencia de Bielorrusia, el club se integró al fútbol del país en el año 1994 cuando ingresó a la Segunda División de Bielorrusia, logrando el título de la categoría en 1998 y ascendió a la Primera División de Bielorrusia en la siguiente temporada.
En 2006 cambia su nombre por el de FC Mikashevichi y para el 2008 juega por primera vez en la Liga Premier de Bielorrusia, en la cual dura solo dos temporadas luego descender en 2009.

## Palmarés
- Segunda División de Bielorrusia: 1

2014
- Tercera División de Bielorrusia: 1

1998